# Acidaliodes
Acidaliodes là một chi bướm đêm thuộc họ Noctuidae.

## Các loài
- Acidaliodes atripuncta
- Acidaliodes celenna
- Acidaliodes costipuncta
- Acidaliodes enona
- Acidaliodes eoides
- Acidaliodes excisa
- Acidaliodes flavipars
- Acidaliodes infantilis
- Acidaliodes irrorata
- Acidaliodes lycaugesia
- Acidaliodes mela
- Acidaliodes melasticta
- Acidaliodes perstriata
- Acidaliodes strenualis
- Acidaliodes truncata
- Acidaliodes umber
- Acidaliodes zattu